# İmranlı (district)
İmranlı (Koerdisch/Zazaki: Macîran) is een Turks district in de provincie Sivas en heeft een oppervlakte van 1217,5 km². De hoofdplaats is de gelijknamige stad İmranlı. Het district heeft, ondanks de decennialange emigratie, een significante gemeenschap van alevieten (zowel etnische Turken alsook etnische Koerden/Zaza). De soennieten wonen vooral in de stad İmranlı zelf, terwijl de alevieten een meerderheid in de nabijgelegen 90 (van de 102) dorpen vormen. Daarnaast zijn er 2 religieus gemengde dorpen in het district, terwijl 10 dorpen van oorsprong een soennitische bevolking hebben.

## Geschiedenis
İmranlı werd een district op 1 januari 1948, daarvoor maakte het deel uit van het district Zara.

## Geografie
İmranlı is het meest oostelijke district van de provincie Sivas. De plaats ligt op 104 km afstand van de provinciehoofdstad Sivas. De totale oppervlakte van het district is ongeveer 1.220 km² en het hoogste punt is 1.650 meter hoog. İmranlı grenst in het oosten aan het district Refahiye van de provincie Erzincan, district Divriği in het zuiden, Zara in het westen en de districten Suşehri en Akıncılar in het noorden.

## Bevolking

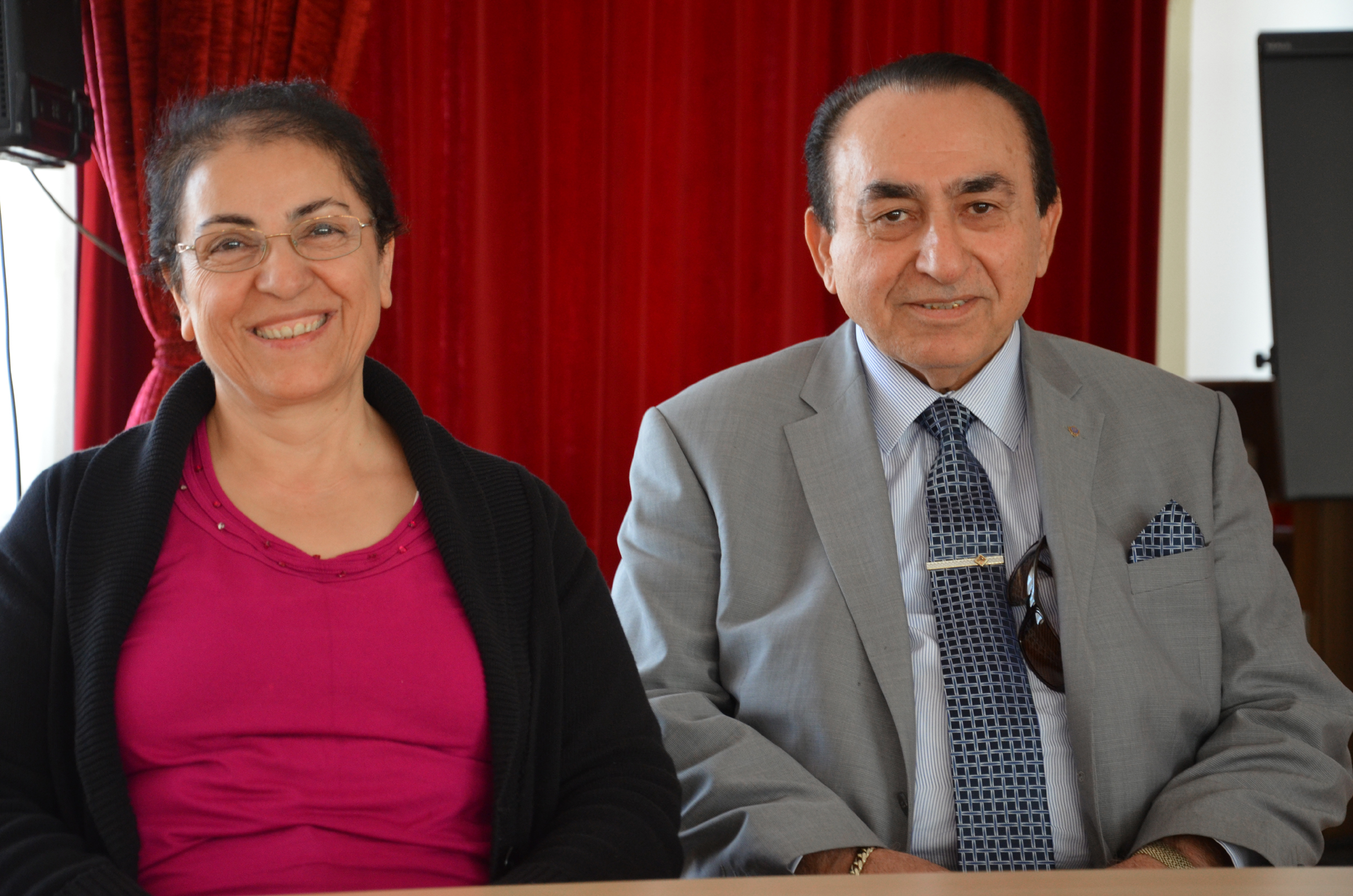
Alevitische immigranten uit İmranlı in Hannover (Duitsland).

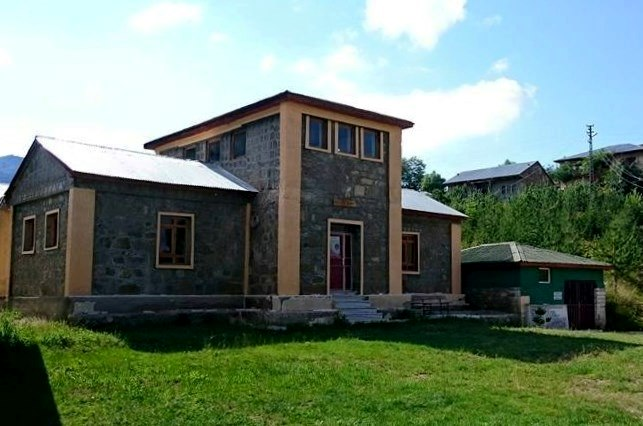
Het “Cögi Baba”-cemhuis in het dorp Yünören

Tussen 1950 en oktober 1965 is de bevolking van het district İmranlı langzaam gestegen tot een maximum van 32.253 personen. In de jaren zeventig ontstond er een hevige emigratieproces: duizenden personen verlieten het district vanwege het gebrek aan sociale capaciteiten en economische investeringen, vooral richting West-Europa en grotere steden in Turkije. Sinds 2007 is de bevolking van het district relatief stabiel en schommelt het tussen de 7.500 inwoners. De bevolkingsontwikkeling van het district is weergegeven in onderstaande grafiek.        

## Economie
De belangrijkste economische activiteit van de lokale bevolking is de veehouderij: vanwege het barre klimaat komt landbouw nauwelijks voor.

## Dorpen
Het district İmranlı omvat de onderstaande 102 dorpen:
| - Akçakale - Akkaya - Aksu - Alacahacı - Altınca - Ardıçalan - Arık - Aşağıboğaz - Aşağıçulha - Aşağışeyhli - Avşar - Aydın - Aydoğan - Bağyazı - Bahadun - Bahtiyar - Bardaklı | - Başlıca - Becek - Beğendik - Boğanak - Boğazören - Borular - Bulgurluk - Celaldamı - Cerit - Çalıyurt - Çandır - Çukuryurt - Dağyurdu - Darıseki - Delice - Demirtaş - Dereköy | - Doğançal - Ekincik - Erdemşah - Eskidere - Eskikapımahmut - Eskikeşlik - Gelintarla - Gökçebel - Gökdere - Görünmezkale - Güven - K.Söğütlü - Kabaktepeler - Kapukaya - Kapumahmut - Karaboğaz - Karacahisar | - Karacaören - Karaçayır - Karahüseyin - Karapınar - Karataş - Karlık - Kasaplar - Kavalcık - Kemreli - Kerimoğlu - Kevenli - Kılıçköy - Kılıçlar - Kızılmezraa - Kızıltepe - Koçgediği - Koruköy | - Koyunkaya - Körabbas - Kuzköy - Madenköy - Ortakdaracık - Ortaköy - Piredede - Refik - S.Gelenli - Sandal - Sinek - Süvariler - Taşdelen - Taşlıca - Toklucak - Topallar - Toptaş | - Tuzözü - Türkkeşlik - Türkyenice - Uyanık - Uzuntemür - Yakayeri - Yapraklıpınar - Yaylacık - Yazıkavak - Yazılı - Yenikent - Yeniköy - Yoncabayırı - Yozyatağı - Yukarıboğaz - Yukarıçulha - Yünören |